# 那珂町
那珂町（なかまち）は、福岡県筑紫郡にあった町。旧那珂郡。1955年4月5日に福岡市に編入され、自治体としては廃止された。現在は博多区の一部となっている。
本項では町制前の名称である那珂村（なかむら）についても述べる。

## 地理
- 河川：御笠川、諸岡川

## 沿革
- 1889年（明治22年）4月1日 - 町村制施行に伴い那珂村、麦野村、東光寺村、板付村、諸岡村、竹下村および井相田村の字雑餉隈以外が合併して那珂郡那珂村が成立。
- 1896年（明治29年）4月1日 - 郡の統合により那珂郡が御笠郡、席田郡と合併して筑紫郡となる[2]。
- 1940年（昭和15年）4月17日 - 那珂村が町制施行して那珂町となる。
- 1955年（昭和30年）4月5日 - 福岡市へ編入される[1]。同日那珂町廃止。
- 1972年（昭和47年）4月1日 - 福岡市が政令指定都市へ移行。旧町域は博多区の一部となる。

## 経済

### 産業
農業
『大日本篤農家名鑑』によれば、那珂村の篤農家は「川邊精五郎」のみである。
企業
- 朝日麦酒博多工場

## 交通

### 空港
町内に空港はないため、福岡市の板付飛行場を利用することとなる。なお町域内の地名（板付）を称する板付飛行場は旧席田村域に存在しており、当町とは直接の関係は無い。

### 鉄道
- 日本国有鉄道
  - 鹿児島本線
    - 竹下駅 -（この間福岡市）- 雑餉隈駅（現・南福岡駅）
- 西日本鉄道
  - 大牟田線（現・天神大牟田線）
    - 西鉄雑餉隈駅（現・雑餉隈駅）

現在は旧町域に西鉄天神大牟田線の桜並木駅が所在するが、当時は未開業。

### 道路
- 一級国道
  - 国道3号（旧町内区間は現在の福岡県道112号。福岡南バイパスは福岡市に編入当時は未開通。）

現在は旧町域に福岡都市高速5号線（環状線の一部）の板付出入口が所在するほか、福岡外環状道路（国道202号のバイパス道路）が通過するが当時は未開通。

## 出身・ゆかりのある人物
- 中牟田正三（農家、政治家） - 前名・末次郎[5]。農業を営み福岡県議会議員である[5]。
- 千葉真一（俳優、歌手、映画監督、空手家、芸能プロモーター、映画プロデューサーなど） - 当町雑餉隈生まれ、育ちは現在の千葉県君津市[注釈 1]。
- 武田鉄矢（俳優、歌手、タレント、司会者、作詞家） - 当町雑餉隈生まれ。